# Monah Delacy
Lacy Corrêa de Santos Torloni, conocida como Monah Delacy, (Bello Horizonte, 22 de marzo de 1930) es una actriz brasileña.
En la década de 1960 comenzó a dedicarse también a la pintura, llegando a realizar una exposición individual, con 19 óleos, en 1980. 
ES casada con el actor Geraldo Matheus Torloni, con quien tuvo una hija, la actriz Christiane Torloni. Es la abuela del actor Leonardo Torloni Carvalho. Enseña interpretación en la Casa  de Arte de los Naranjos.

## Carrera

### En la televisión
| 1969 | Acorrentados                 | Madre Superiora        |
| 1970 | Hermanos Coraje              | Deolinda               |
| 1971 | El Hombre que Debe Morir     | Blanca                 |
| 1972 | Una Rosa con Amor            | Rosa Batateira         |
| 1973 | El Semideus                  | Santa                  |
| 1975 | Gabriela, Cravo y Canela     | Dadá                   |
| 1976 | Veo la Luna en el Cielo      | Augusta                |
| 1977 | A La Sombra de los Laranjais | De las Gracias         |
| 1978 | El Pulo del Gato             | Zilda                  |
| 1979 | Padre Héroe                  | Eugênia                |
| 1980 | Plumas & Paetês              | Irene                  |
| 1980 | Plantão de Policía           | Madre de Sandra        |
| 1982 | El Hombre Prohibido          | Clotilde               |
| 1983 | Champanhe                    | Inês                   |
| 1985 | La Gata Comió                | Graziela               |
| 1986 | Dueña Beija                  | Idalina                |
| 1988 | Ojo por Ojo                  | Lenira                 |
| 1997 | El Amor Está en el Aire      | Ester                  |
| 2002 | El Quinto de los Infiernos   | Madre                  |
| 2004 | Señora del Destino           | Leny Gouveia           |
| 2007 | Baile, Baile, Baile          | Dueña Sofia Ivanitch   |
| 2011 | Fina Estampa                 | Participación especial |

## Premios
- Recibió el premio de mejor actriz coadyuvante en el Festival del Guarujá por la actuación en la película Obsessão.